# Cá lịch long
Cá lịch long hay cá chình thiên long (tên khoa học Rhinomuraena quaesita) là một loài cá lịch biển, nó là thành viên duy nhất của chi Rhinomuraena. Cá lịch long có nguồn gốc ở Ấn Độ Dương-Thái Bình Dương. Loài này cũng có mặt tại vùng biển Việt Nam.
Cá lịch long là một sinh vật thanh lịch với một cơ thể dài, mỏng và vây lưng cao. Cá lịch long có thể dễ dàng được nhận ra bởi trước lỗ mũi mở rộng của nó. Con chưa thành niên và sắp trưởng thành bơi tự do với cơ thể màu đen với một vây lưng màu vàng, trong khi con cái có màu vàng với vây hậu môn màu đen. Các con đực trưởng thành có màu xanh với một vây lưng màu vàng.
Cá lịch long phát triển đến chiều dài tổng thể khoảng 1 m (3,3 ft), và có tuổi thọ lên đến hai mươi năm. Cá lịch long là loài cá lịch biển duy nhất có khả năng chuyển đổi giới tính.

## Hành vi
Giống như nhiều loài cá lịch, cá lịch long đôi khi được cho là giận dữ hay hung hăng, vì miệng của nó thường mở rộng, sẵn sàng để tấn công, nhưng thực ra, cá lịch chỉ đơn thuần là thở.
Trong tự nhiên, các con cá lịch long vùi mình trong cát hoặc ẩn trong đá hoặc rạn san hô, đưa đầu ra để kiếm tôm và cá.